# Helen Stephen Cowie

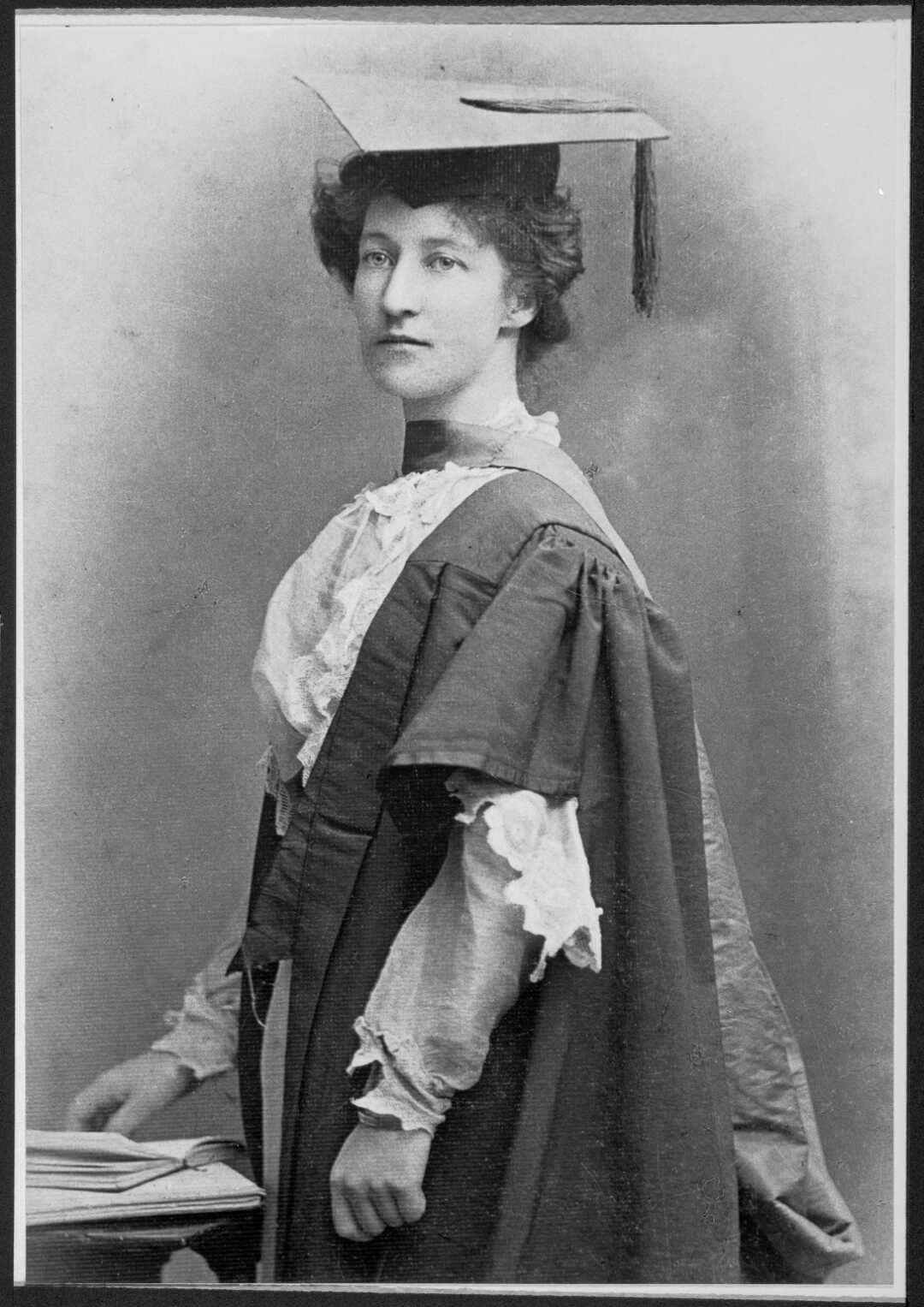
Helen Stephen Baird
(ca. 1901)

Helen Stephen Cowie geb. Baird (* 29. September 1875 in Hampden, Region Otago, Neuseeland; † 8. Juli 1956 in Masterton, Neuseeland) war eine neuseeländische Ärztin.

## Frühes Leben
Helen Stephen Baird wurde am 29. September 1875 als Tochter und drittes Kind der Eheleute Elizabeth Stephen und James Baird, einem Pastor der Presbyterian Church, in Hampden der Region Otago geboren. Ihr Vater hatte sich in den Slums von Glasgow für die Menschen engagiert und das Elend kennen gelernt, das durch den Alkoholismus erzeugt wurde. Das ließ ihn zu einem Verfechter der Prohibition werden. 1870 wanderte die Familie von Schottland nach Neuseeland aus. Helens Mutter teilte die Ansichten ihres Mannes und wurde in Neuseeland Mitglied der Women’s Christian Temperance Union New Zealand.
1879 zog die Familie nach Winton in die Region Southland, wo Helen ihre Grundschulausbildung an der Winton School erhielt. Dort gewann sie ein Stipendium, was sie in die Lage versetzte die Southland Girls' High School in Invercargill zu besuchen. Nach ihrem Abschluss ging sie nach Dunedin, um zusammen mit ihrer jüngeren Schwester Agnes an der University of Otago zu studieren und ihr Studium mit einem Bachelor abzuschließen zu können.

## Schottland
1898 reisten Helen zusammen mit ihrer Schwester vom Hafen Bluff aus in Richtung Schottland, da sie zuvor gemeinsam entschieden hatten, an der University of Glasgow, unüblich für Frauen in der Zeit, Medizin zu studieren. Zuvor machten sie aber noch einen Stop in Marseille, um vor Beginn ihres Studiums noch etwas von Europa kennen lernen zu können. In Glasgow bekamen sie dann Unterkunft bei der Schwester ihrer Mutter und konnten das schwierige Medizin-Studium beginnen. Beide schlossen ihr Studium mit einem Bachelor of Medicine ab, Helen im Jahr 1903 und ihre Schwester zwei Jahre später. Helen arbeitete während ihres Studiums als Hebamme in den Slums von Glasgow und arbeitete nach ihrem Abschluss im Glasgow Royal Infirmary, einem Lehrkrankenhaus der Stadt.

## Neuseeland
1905 kehrten Helen mit ihrer Schwester zurück nach Neuseeland. Helen arbeitete als Allgemeinmedizinerin in Invercargill und soll zu der Zeit die erste Ärztin in der Region Southland gewesen sein. Am 10. Januar 1908 heiratete sie in Invercargill James Alexander Cowie, der wie sie Arzt war und sie sich schon aus der Studienzeit in Dunedin und Glasgow her kannten. Aus der Ehe gingen zwei Kinder hervor. Nach ihrer Heirat zogen sie nach Masterton auf die Nordinsel des Landes und arbeiteten als gleichberechtigte Partnerin in der Arztpraxis ihres Mannes. Sie spezialisierte sich auf Geburtshilfe und Anästhesie, während ihr Mann den Bereich der allgemeinen und gynäkologischen Chirurgie übernahm. Zusammen besuchten sie regelmäßig das Masterton Hospital sowie mehrere kleine Privatkliniken und waren auch für Hausbesuche in der Umgebung von Masterton zuständig. Anfänglich mussten sie ihre Wegstrecken per Fahrrad zurücklegen, später dann folgte ein Motorrad und danach ein Pick-up um ihre Patienten zu erreichen.

## England
Während des Ersten Weltkriegs gingen Helen und ihr Mann nach England, wo sie in verschiedenen zivilen Krankenhäusern tätig war und ihr Mann sich für das Royal Army Medical Corps meldete.

## Neuseeland
Als sie nach Neuseeland zurückkamen, hatte die Spanische Grippe ihren Höhepunkt im Land. Bedingt durch die vielen Ansteckungen fiel auch das Gesundheitspersonal teilweise aus und zu einem Zeitpunkt war Helen noch die einzige Ärztin in Masterton, die noch zur Verfügung stand. Doch auch die gesamte Familie wurde von der Gruppe betroffen, aber ohne ernsthafte Folgen. 1940 wollte sich Helen im Alter von fast 65 Jahren zur Ruhe setzte. Doch der Zweite Weltkrieg durchkreuzte ihre Pläne. Während ihr Mann 1941 starb und ihr Sohn Graham mit dem neuseeländischen Sanitätskorps nach Europa ging, führte sie die Familienpraxis alleine weiter. Als ihr Sohn 1945 zurückkam, ging sie endgültig in den Ruhestand. In ihren letzten beiden Lebensjahren war sie durch eine fortschreitende Muskelatrophie behindert. Am 8. Juli 1956 verstarb sie in Masterton.